# Вермеш (Караш-Северин)
Вермеш (рум. Vermeş) насеље је у Румунији у округу Караш-Северин у општини Вермеш. Oпштина се налази на надморској висини од 136 m.

## Прошлост
По "Румунској енциклопедији" место се јавља у 14. веку. Током 19. века мештани су масовно прешли у "унију". Подигли су 1873. године своју "грчко-католичку" цркву.
Аустријски царски ревизор Ерлер је 1774. године констатовао да место припада Тамишком округу, Чаковачког дистрикта. Становништво је било претежно влашко. Када је 1797. године пописан православни клир ту се налазе три свештеника. Пароси, поп Мартин Албуловић (рукоп. 1772), поп Павел Вујановић (1788) и поп Трифун Поповић (1796) знали су само румунски језик.

## Становништво
Према подацима из 2002. године у насељу је живело 1770 становника.

### Попис2002.
| Расподела становништва по националности 2002.‍ | Расподела становништва по националности 2002.‍ | Расподела становништва по националности 2002.‍ | Расподела становништва по националности 2002.‍ | Расподела становништва по националности 2002.‍ |
| --------------------------------------------- | --------------------------------------------- | --------------------------------------------- | --------------------------------------------- | --------------------------------------------- |
|                                               |                                               |                                               |                                               |                                               |
| Румуни                                        | Румуни                                        |                                               | 1.683                                         | 95,2%                                         |
| Мађари                                        | Мађари                                        |                                               | 44                                            | 2,5%                                          |
| Роми                                          | Роми                                          |                                               | 38                                            | 2,1%                                          |
| Словаци                                       | Словаци                                       |                                               | 3                                             | 0,2%                                          |

### Хронологија
| Година       | 1992 | 1993 | 1994 | 1995 | 1996 | 1997 | 1998 | 1999 | 2000 | 2001 | 2002 | 2003 | 2004 | 2005 | 2006 | 2007 | 2008 | 2009 | 2010 | 2011 | 2012 | 2013 | 2014 | 2015 | 2016 | 2017 |
| ------------ | ---- | ---- | ---- | ---- | ---- | ---- | ---- | ---- | ---- | ---- | ---- | ---- | ---- | ---- | ---- | ---- | ---- | ---- | ---- | ---- | ---- | ---- | ---- | ---- | ---- | ---- |
| Становништво | 1986 | 1950 | 1881 | 1829 | 1814 | 1802 | 1791 | 1791 | 1797 | 1785 | 1760 | 1754 | 1747 | 1733 | 1740 | 1731 | 1722 | 1698 | 1671 | 1636 | 1616 | 1600 | 1577 | 1539 | 1543 | 1528 |